# 臺灣文藝 (臺灣文學奉公會)
《臺灣文藝》是1944年皇民奉公會底下機關「臺灣文學奉公會」發行的機關雜誌。

## 館藏情況
臺灣大學圖書館有收藏。至於東方文化書店的復刻本，臺灣師範大學圖書館則有館藏。
- 鳳氣至 純平，〈樹立不滅的勤皇文學--《臺灣文藝》簡介〉，2011年2月《文訊》。
- 簡乃韶，〈戰時體制下的文學雜誌--以《臺灣文藝》(1944-1945)為探討對象〉，2009年1月《台北教育大學語文集刊》。

## 外部連結
- 台灣新文學史-陳芳明教授主講-【台灣文學奉公會】